# Репрезентација Румуније у хокеју на леду
Хокејашка репрезентација Румуније је хокејашки тим Румуније и под контролом је Хокејашког савеза Румуније. Репрезентација се међународно такмичи од 1931. године.
У Румунији има укупно 767 регистрована играча.
Премијерну утакмицу Румунија је одиграла против Сједињених Америчких Држава, 1. фебруара 1931. године и изгубила је 15:0. Најтежи пораз Румунија је доживела од Чехословачке 1947. године резултатом 23:1. Највећу победу остварили су против Новог Зеланда 1989. године када су победили резултатом 52:1.
Највише наступа имао је Дезидериу Варга који је одиграо 108 меча за репрезентацију. Најефикаснији играч са укупно 113 поена је Дору Туреану.